# Joker : Folie à deux
Pour les articles homonymes, voir Joker et Folie à deux (homonymie).
Série
Joker
(2019)
Pour plus de détails, voir Fiche technique et Distribution.
Joker : Folie à deux (Joker: Folie à Deux) est un drame psychologique musical américain co-écrit et réalisé par Todd Phillips, sorti en 2024.
Co-écrit par le réalisateur Todd Phillips et Scott Silver, le long métrage est notamment produit par Warner Bros., Domain Entertainment et Joint Effort. Bien qu'il s'agisse d'un film basé sur des personnages de l'éditeur DC Comics, DC Studios n'a pas participé à sa production. Il fait suite à Joker (2019) du même réalisateur et met en vedette Joaquin Phoenix, à nouveau dans son rôle d’Arthur Fleck / Joker, aux côtés de Lady Gaga, Brendan Gleeson, Catherine Keener et Zazie Beetz.
Le film se déroule en 1983. Trois ans après ses crimes sous les traits de Joker, Arthur Fleck est désormais interné à l'hôpital psychiatrique Arkham de Gotham City, déchiré entre ses deux identités, en attendant son procès. Lee Quinzel, également présente dans l'établissement, se montre fascinée par lui. Les deux se rapprochent alors dans leur folie commune au travers de la musique tandis que les nombreux partisans de Joker affichent leur soutien pour qu'il soit libéré.
Comme son prédécesseur, il est présenté en compétition à la Mostra de Venise 2024. Mal reçu par la critique américaine, suscitant un accueil contrasté en France, et souffrant des avis défavorables des spectateurs, le film est un échec marquant au box-office.
Aux Razzie Awards 2025, Joker : Folie à deux est nommé dans sept catégories dont celle du pire film de l’année.

## Synopsis
(Les titres de chansons entre parenthèses indiquent les numéros musicaux du film.)
Le film commence par un dessin animé du type Merrie Melodies mettant en vedette Arthur Fleck dans le rôle de Joker, dont l'ombre agit de manière indépendante. Pendant une soirée de talk-show, une ombre attaque Fleck dans sa loge, le provoque en maquillant son visage en Joker, lui vole son costume de scène et le séquestre dans une armoire. Alors qu'elle se dirige vers la scène, l'ombre agresse sexuellement une femme et élimine sans scrupule d'autres personnes. Fleck réussit à s'échapper et part l'affronter sur scène sous les feux des projecteurs, récupérant au passage son costume mais il se retrouve passé à tabac par les forces de police arrivées sur place pour les méfaits de l'ombre (Slap That Bass / Get Happy / What The World Needs Now Is Love).
En transition vers l'action réelle, Arthur se trouve désormais en détention dans le sombre hôpital psychiatrique Arkham à Gotham City, où il est assommé de médicaments et maltraité par les gardes, en attendant son procès. Son avocate, Maryanne Stewart, prévoit de faire valoir qu'il est atteint d'un trouble dissociatif de l'identité et que le personnage de Joker est responsable des crimes commis deux ans plus tôt.
En musicothérapie, Fleck rencontre une autre patiente, Lee Quinzel, qui lui révèle avoir été internée après avoir incendié l'appartement de ses parents et lui dévoile son admiration pour ses actes en tant que Joker. Le substitut du procureur Harvey Dent annonce à la télévision que l'accusé a été déclaré apte au procès et demande alors la peine de mort pour lui, ce qui n'effraie pas ce dernier (For Once In My Life).
Lors d'une projection de film en présence d'Arthur, Lee et du garde abusif Jackie Sullivan, celle-ci allume un feu au fond de la salle. Au milieu du chaos, Fleck et Quinzel tentent de s'échapper mais se font attraper lorsqu'ils escaladent le portail, alors que des journalistes se trouvent de l'autre côté (If My Friends Could See Me Now). Arthur est ensuite placé à l'isolement, où Lee lui rend visite pour lui dire qu'elle est renvoyée chez elle à cause de sa mauvaise influence, même si elle promet d'assister à son procès, tandis qu'il lui révèle ne plus prendre ses médicaments ; les deux ont alors un rapport sexuel (Folie à Deux). Par la suite, à l'occasion d'un entretien télévisé avec Paddy Meyers, censé lui permettre de donner une bonne image de lui mais qui se révèle chaotique, Fleck chante pour Quinzel à travers l'écran de télévision, renforçant ainsi leur amour (Bewitched).
En route pour le palais de justice, Arthur constate la présence de nombreux partisans aux abords ainsi que des médias, ce qui le galvanise (When You're Smiling (The Whole World Smiles With You)). Au premier jour du procès, Dent commence à appeler des témoins qui rejettent les allégations concernant sa folie. Après avoir attendu dehors, Lee finit par entrer dans le tribunal (That's Entertainment). Lors d'une pause, Maryanne révèle à Fleck que cette dernière s'est faite volontairement internée, n'a pas incendié l'immeuble de ses parents et a fait des études de psychologie, soutenant ainsi qu'elle le manipule (To Love Somebody). Lorsqu'il se confronte à elle au parloir à l'hôpital psychiatrique, Quinzel avoue ses mensonges mais lui révèle alors qu'elle est enceinte de lui et qu'elle a aménagé son ancien appartement pour eux, à sa sortie, tout en lui demandant de ne pas faire confiance à son avocate ((They Long To Be) Close To You).
Poussé à bout lors du témoignage de son ancienne voisine, Sophie Dumond, par la suite au procès rapportant le peu d'estime que sa mère lui portait, Fleck, semblant désormais agir en tant que Joker, renvoie de manière théâtrale Stewart et annonce vouloir assurer sa défense tout seul (The Joker). À Arkham, les autres détenus affichent leur soutien en chantant pour lui, à sa grande satisfaction mais à la grande colère des gardes.
De retour au tribunal, le juge accepte à contrecœur que Fleck soit maquillé et habillé en Joker en raison de son nouveau statut. Après avoir amené à la barre son ancien collègue Gary Puddles, Dent met fin à sa plaidoirie. Arthur, visiblement affecté par son échange avec son ancien ami et réprimant un sanglot, choisit de ne présenter aucune défense après ces témoignages mais prononce malgré tout la fin du procès sur un air de victoire et sous les acclamations de ses partisans (Gonna Build a Mountain). De retour à Arkham, il est sévèrement maltraité et battu par les gardes dirigés par Jackie, qui lui reprochent ses propos tenus publiquement à leur égard lors du procès. À l'isolement, Sullivan étrangle et tue Ricky, un détenu proche de Fleck qui prenait alors sa défense. Bouleversé par ces évènements, Arthur se rappelle également du moment qui a suivi les premiers meurtres commis, où, juste après avoir célébré ses actes sous forme de danse, il avait effacé les peintures de clown sur son visage, réalisant que ce personnage censé être subversif n'est qu'une façade.
Le lendemain, Quinzel se maquille dans l'ancien appartement de Fleck et se rend triomphalement au tribunal (I've Got the World On A String). Dans sa plaidoirie finale, celui-ci est cependant dévasté et annonce qu'il n'y a jamais eu de Joker, assume l'entière responsabilité de ses actes (dont l'assassinat de sa mère, jusqu'alors inconnu des autorités) et rejette le symbole qu'il n'a jamais voulu être. Lee et d'autres soutiens sortent alors en trombe de la salle d'audience. Fleck tente de la joindre par téléphone mais celle-ci ne lui répond pas (If You Go Away). Le jury le déclare ensuite coupable des différents meurtres. Ne pouvant pas contrôler son rire, il est empoigné par les proches des victimes pour le faire taire. Cependant, au milieu de toute cette agitation, une voiture piégée explose devant le palais de justice, détruisant le mur extérieur de la salle d'audience. Alors que de nombreuses personnes sont tuées ou blessées, dont Harvey Dent qui a des plaies sur une moitié du visage, Arthur s'échappe du tribunal. Aidé par deux partisans pour quitter les lieux, il leur échappe ensuite lorsqu'il comprend qu'ils ne voient toujours en lui que Joker et qu'ils projettent de mettre la ville à feu et à sang en son nom.
Errant dans les rues de Gotham, Fleck rencontre finalement Quinzel sur l'escalier près de son ancien appartement. Celle-ci le rejette cependant parce qu'il a renoncé à son personnage de Joker, celui dont elle est tombée amoureuse, et élude également le sujet de sa grossesse quand il lui en parle. Alors qu'elle part, la police appréhende Arthur et le ramène à Arkham.
Plus tard à l'hôpital psychiatrique, alors que Fleck est appelé pour une visite, un jeune détenu, admirateur de ce premier, s'approche de lui dans un couloir pour lui raconter une blague avant de le poignarder violemment à plusieurs reprises au ventre pour avoir laissé tomber son autre identité. Lors d'une ultime scène imaginaire, Joker déclare vouloir un jeune fils doué pour lui succéder (Gonna Build a Mountain (Reprise)). Dans le plan final, l'agresseur se grave un sourire sur son propre visage tout en riant alors qu'Arthur se vide de son sang au sol, avec la chanson That's Life en fond sonore.

## Fiche technique
Sauf indication contraire, les informations mentionnées dans cette section peuvent être confirmées par la base de données cinématographiques IMDb,  présente dans la section « Liens externes ».
- Titre original : Joker: Folie à Deux
- Titre francophone : Joker : Folie à deux
- Réalisation : Todd Phillips (avec le concours de Sylvain Chomet pour la séquence animée d'ouverture)
- Scénario : Todd Phillips et Scott Silver, d'après les personnages de DC Comics
- Musique : Hildur Guðnadóttir
- Photographie : Lawrence Sher
- Décors : Mark Friedberg
- Costumes : Arianne Phillips
- Production : Todd Phillips
- Société de production : Warner Bros., Domain Entertainment et Joint Effort
- Société de distribution : Warner Bros.
- Genre : drame psychologique musical
- Pays de production :  États-Unis
- Langue originale : anglais
- Dates de sortie :
  - Italie : 4 septembre 2024 (première mondiale à la Mostra de Venise) ; 2 octobre 2024 (sortie nationale)
  - France, Belgique, Suisse romande : 2 octobre 2024
  - Suisse alémanique : 3 octobre 2024
  - États-Unis, Canada : 4 octobre 2024
- Classification :
  - États-Unis : R - Restricted (interdit aux moins de 17 ans)
  - France : interdit aux moins de 12 ans

## Distribution
- Joaquin Phoenix (VF : Boris Rehlinger ; VQ : François Trudel) : Arthur Fleck / Joker
- Lady Gaga (VF : Edwige Lemoine ; VQ : Éveline Gélinas) : Harleen « Lee » Quinzel / Harley
- Brendan Gleeson (VF : Gabriel Le Doze ; VQ : Sylvain Hétu) : Jackie Sullivan, un garde abusif de l'hôpital psychiatrique Arkham.
- Catherine Keener (VF : Marianne Basler ; VQ : Nathalie Coupal) : Maryanne Stewart, l'avocate d'Arthur
- Zazie Beetz (VF : Fily Keita ; VQ : Catherine Brunet) : Sophie Dumond, l'ancienne voisine d'Arthur.
- Steve Coogan (VF : Patrick Mancini ; VQ : Daniel Picard) : Paddy Meyers, une personnalité populaire de la télévision qui interviewe Arthur à Arkham.
- Harry Lawtey (VF : Juan Llorca ; VQ : Nicolas Charbonneaux-Collombet) : Harvey Dent, le substitut du procureur/Double-face
- Leigh Gill (VF : Henry-David Cohen ; VQ : Olivier Visentin) : Gary Puddles, l'ancien collègue d'Arthur.
- Ken Leung (VF : Laurent Morteau) : Dr Victor Liu
- Jacob Lofland (VF : Tom Hudson) : Ricky Meline, un détenu.
- Bill Smitrovich (VF : Jean-Jacques Moreau ; VQ : Jacques Lavallée) : le juge Herman Rothwax
- Sharon Washington (en) (VF : Jocelyne Nzunga Mbembo) : Debra Kane, l'ancienne assistance sociale d'Arthur.
- George Carroll (VF : Frédéric Souterelle), John Lacy et Tim Dillon (en) : des gardes d'Arkham
- Troy Metcalf : un détenu du cours de musique (non crédité)
- Robert De Niro : Maurice « Murray » Franklin (caméo photos)
- Marc Maron : Gene Ufland (caméo photo)
- Frances Conroy : Penny Fleck (caméo sans dialogues)

 Source et légende : version française (VF) sur RS Doublage ; version québécoise (VQ) sur Doublage.qc.ca

## Production

### Genèse et développement
Le film Joker se voulait un film autonome sans suite, destiné au lancement de DC Black, une gamme de films de DC Comics sans lien avec la franchise de l'univers cinématographique DC avec du matériel plus sombre et plus expérimental, similaire à l’éditeur de DC Black Label. Alors que le réalisateur Todd Phillips déclare en août 2019 qu’il est intéressé par une suite, en fonction de la performance du film au box-office et si Joaquin Phoenix est intéressé, il précise plus tard que « le film n’est pas mis en place pour [avoir] une suite. Nous l’avons toujours présenté comme un seul film, et c’est tout. ». En octobre 2019, Joaquin Phoenix parle à Peter Travers[Qui ?] d’un possible retour dans le rôle d’Arthur, qu'il considère comme son « rôle de rêve ». Joaquin Phoenix déclare : « Je ne peux pas arrêter d’y penser… s’il y a autre chose que nous pouvons faire avec Joker qui pourrait être intéressant » et conclut « Ce n’est rien que je voulais vraiment faire avant de travailler sur ce film. Je ne sais pas s’il y a [plus à faire] … Parce que cela semblait sans fin, les possibilités d’où nous pouvons aller avec le personnage. »
En novembre 2019, The Hollywood Reporter annonce qu'une suite est en développement, avec le retour de Todd Phillips, Scott Silver et Joaquin Phoenix. Cependant, Deadline Hollywood rapporte le même jour que l’information du Hollywood Reporter est fausse et que les négociations n’ont même pas encore débuté. Todd Phillips a répondu qu'il a discuté d’une suite avec Warner Bros. et que cela reste une possibilité, mais que le film n'est pas officiellement en développement. Todd Phillips précise par ailleurs que The Batman (2022) ne sera pas placé dans la même continuité que Joker. Au cours d’une entrevue avec Variety au festival international du film de Palm Springs, Todd Phillips exprime son intérêt pour un spin-off axé sur Batman : « C’est un beau Gotham. J’aimerais que quelqu’un s’attaque à Batman à partir de ce Gotham. Je ne dis pas que je vais le faire. Ce qui était intéressant pour moi au sujet de l’inclusion de Batman dans notre film était, “Quel genre de Batman Gotham fait ?” C’est tout ce que je voulais dire par là. »
En juin 2022, Todd Phillips annonce que la suite est en développement, avec un scénario qu'il écrit avec Scott Silver. Il révèle aussi le titre : Joker: Folie à Deux,,.
Il est ensuite annoncé que Lady Gaga est en pourparlers pour incarner Harley Quinn et que le film sera une comédie musicale. Peu après, la chanteuse confirme qu’elle jouera dans le film. En août, il a été rapporté que Zazie Beetz était en négociation pour reprendre son rôle de Sophie Dumond du premier film. Alors qu'elle est confirmée en septembre, Brendan Gleeson, Catherine Keener et Jacob Lofland sont annoncés dans le premier film et Gaga, bien qu’il ait admis être "un peu intimidé" quant à ce qu’il devait faire pour son rôle.[incompréhensible] En octobre, Harry Lawtey est annoncé.

### Tournage
Le tournage principal débute le 10 décembre 2022. Todd Phillips. Le réalisateur dévoile une photographie du premier jour de tournage sur son compte Instagram.
Des scènes extérieures sont tournées à Los Angeles et New York en mars 2023. Quelques plans sont filmés devant la New York County Courthouse. Les séquences de l'asile d'Arkham sont tournées dans l'ancien hôpital Essex County Hospital Center (en) à Cedar Grove dans le New Jersey. En avril 2023, le tournage se poursuit sur les Joker Stairs (en) rendues célèbres par le premier film, sur la West 167th dans le Bronx.
Les prises de vues s'achèvent le 5 avril 2023.

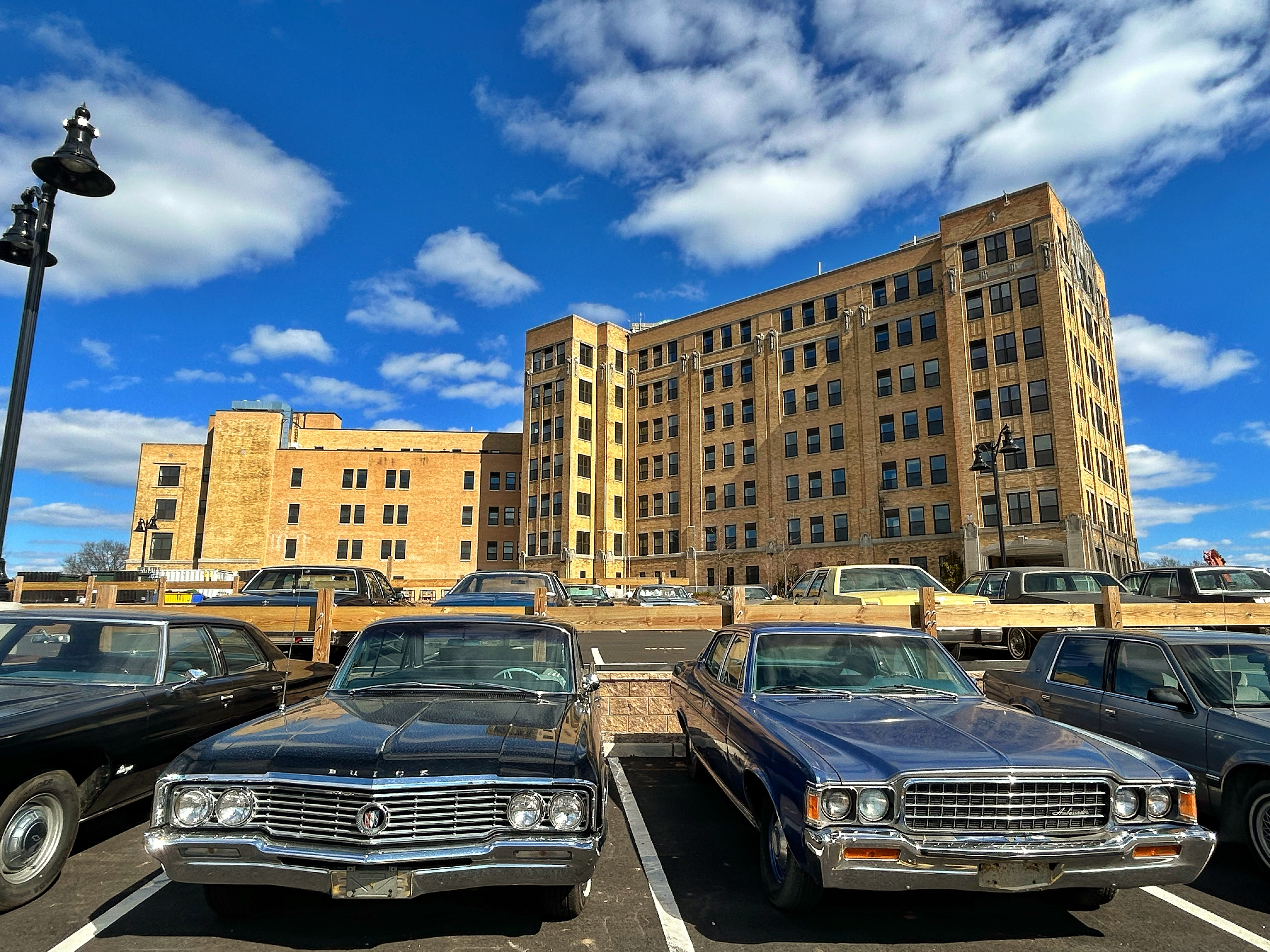
L'hôpital abandonné Essex County durant le tournage du film.
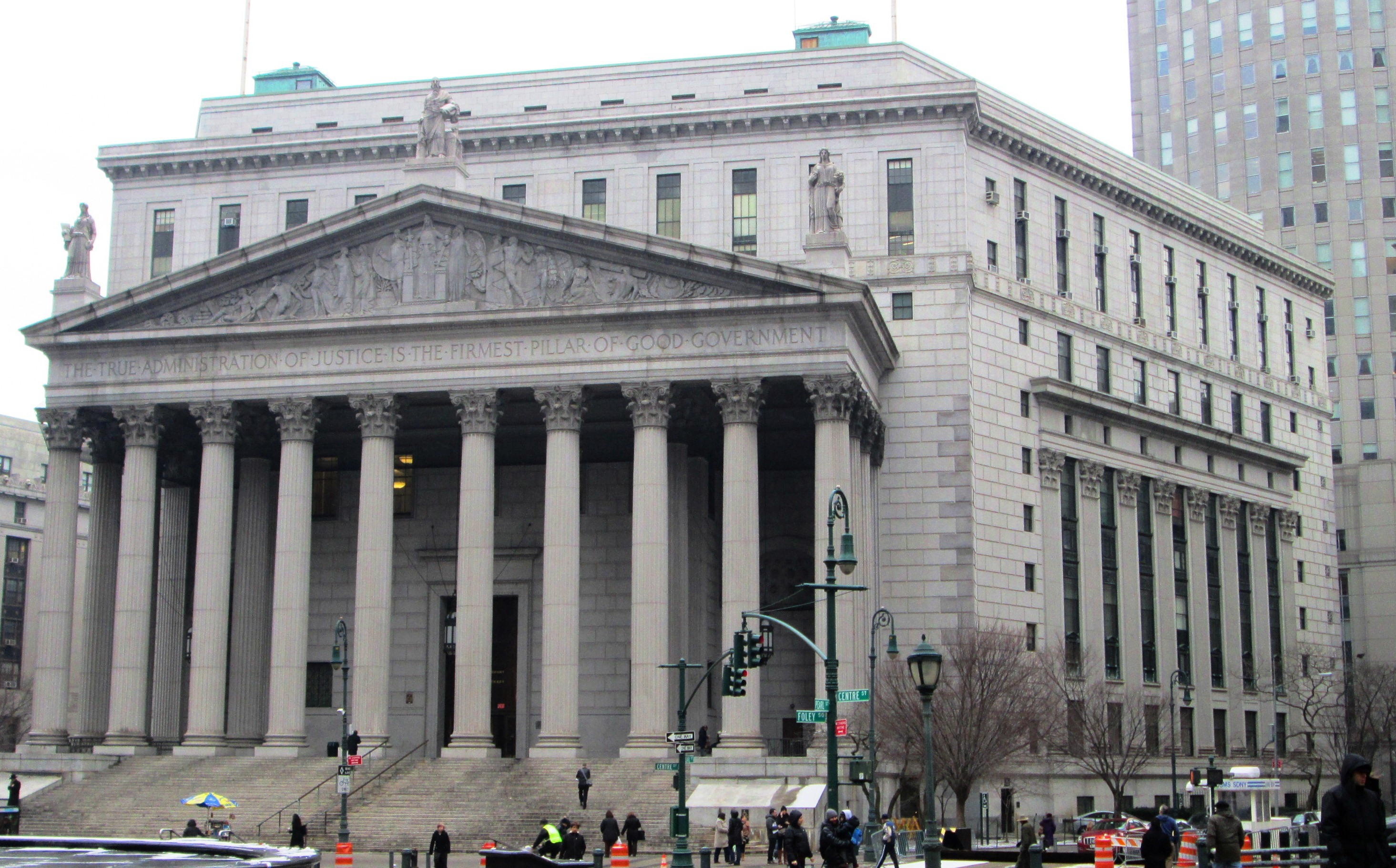
La New York County Courthouse.

## Musique

### Bande originale
Comme pour le premier film, la musique originale du film est composée par la violoncelliste islandaise Hildur Guðnadóttir.
| Liste des titres | Liste des titres           | Liste des titres | Liste des titres | Liste des titres | Liste des titres | Liste des titres | Liste des titres | Liste des titres | Liste des titres |
| No               | Titre                      | Durée            |                  |                  |                  |                  |                  |                  |                  |
| ---------------- | -------------------------- | ---------------- | ---------------- | ---------------- | ---------------- | ---------------- | ---------------- | ---------------- | ---------------- |
| 1.               | It's Showtime              | 2:50             |                  |                  |                  |                  |                  |                  |                  |
| 2.               | That Dumb Laugh            | 1:59             |                  |                  |                  |                  |                  |                  |                  |
| 3.               | Same Ol' Joker             | 1:40             |                  |                  |                  |                  |                  |                  |                  |
| 4.               | The Real You               | 2:32             |                  |                  |                  |                  |                  |                  |                  |
| 5.               | Back on TV                 | 1:24             |                  |                  |                  |                  |                  |                  |                  |
| 6.               | Buy Me a Drink First?      | 1:13             |                  |                  |                  |                  |                  |                  |                  |
| 7.               | Trial of the Century       | 1:42             |                  |                  |                  |                  |                  |                  |                  |
| 8.               | My Mother Had Me Committed | 1:32             |                  |                  |                  |                  |                  |                  |                  |
| 9.               | The Saints                 | 1:17             |                  |                  |                  |                  |                  |                  |                  |
| 10.              | The Other Half             | 1:43             |                  |                  |                  |                  |                  |                  |                  |
| 11.              | Social Services            | 1:41             |                  |                  |                  |                  |                  |                  |                  |
| 12.              | Knock Knock                | 1:39             |                  |                  |                  |                  |                  |                  |                  |
| 13.              | Doppelgänger               | 2:23             |                  |                  |                  |                  |                  |                  |                  |
| 14.              | That's All, Folks          | 0:54             |                  |                  |                  |                  |                  |                  |                  |
| 15.              | Old Neighborhood           | 1:14             |                  |                  |                  |                  |                  |                  |                  |
| 16.              | Uh Oh, I'm in Trouble      | 1:34             |                  |                  |                  |                  |                  |                  |                  |
| 17.              | Voices                     | 2:25             |                  |                  |                  |                  |                  |                  |                  |
| 18.              | There Is No Joker          | 1:50             |                  |                  |                  |                  |                  |                  |                  |
| 19.              | It's All Theater           | 2:03             |                  |                  |                  |                  |                  |                  |                  |
| 33:35            |                            |                  |                  |                  |                  |                  |                  |                  |                  |

### Chansons
Un second album sort le jour de la sortie américaine, proposant les chansons du film, interprétées par Joaquin Phoenix, Lady Gaga ainsi que Nick Cave.
| Liste des titres | Liste des titres                                              | Liste des titres             | Liste des titres | Liste des titres | Liste des titres | Liste des titres | Liste des titres | Liste des titres | Liste des titres |
| No               | Titre                                                         | Interprète(s)                | Durée            |                  |                  |                  |                  |                  |                  |
| ---------------- | ------------------------------------------------------------- | ---------------------------- | ---------------- | ---------------- | ---------------- | ---------------- | ---------------- | ---------------- | ---------------- |
| 1.               | Slap That Bass / Get Happy / What The World Needs Now Is Love | Nick Cave                    | 3:16             |                  |                  |                  |                  |                  |                  |
| 2.               | For Once in My Life                                           | Joaquin Phoenix              | 2:49             |                  |                  |                  |                  |                  |                  |
| 3.               | If My Friends Could See Me Now                                | Lady Gaga et Joaquin Phoenix | 3:12             |                  |                  |                  |                  |                  |                  |
| 4.               | Folie à Deux                                                  | Lady Gaga                    | 1:44             |                  |                  |                  |                  |                  |                  |
| 5.               | Bewitched                                                     | Joaquin Phoenix et Lady Gaga | 2:59             |                  |                  |                  |                  |                  |                  |
| 6.               | That's Entertainment                                          | Lady Gaga                    | 1:41             |                  |                  |                  |                  |                  |                  |
| 7.               | When You’re Smiling (The Whole World Smiles With You)         | Joaquin Phoenix              | 1:46             |                  |                  |                  |                  |                  |                  |
| 8.               | To Love Somebody                                              | Joaquin Phoenix et Lady Gaga | 1:50             |                  |                  |                  |                  |                  |                  |
| 9.               | (They Long To Be) Close To You                                | Lady Gaga et Joaquin Phoenix | 2:49             |                  |                  |                  |                  |                  |                  |
| 10.              | The Joker                                                     | Joaquin Phoenix              | 3:41             |                  |                  |                  |                  |                  |                  |
| 11.              | Gonna Build a Mountain                                        | Lady Gaga et Joaquin Phoenix | 3:18             |                  |                  |                  |                  |                  |                  |
| 12.              | I've Got the World On A String                                | Lady Gaga                    | 2:06             |                  |                  |                  |                  |                  |                  |
| 13.              | If You Go Away                                                | Joaquin Phoenix              | 3:19             |                  |                  |                  |                  |                  |                  |
| 14.              | Gonna Build a Mountain (Reprise)                              | Joaquin Phoenix              | 1:53             |                  |                  |                  |                  |                  |                  |
| 15.              | That's Life                                                   | Lady Gaga                    | 3:03             |                  |                  |                  |                  |                  |                  |
| 16.              | True Love Will Find You in The End                            | Joaquin Phoenix              | 2:02             |                  |                  |                  |                  |                  |                  |
| 41:27            |                                                               |                              |                  |                  |                  |                  |                  |                  |                  |

### Autres chansons présentes dans le film
- Merrily We Roll Along de Charles Tobias, Murray Mencher et Eddie Cantor[29]
- When the Saints Go Marching In (sifflée et chantée par Brendan Gleeson, Jacob Lofland et John Lacy ainsi que la version instrumentale jouée à la trompette)[29]
- That's Life de Frank Sinatra[29]
- Will the Circle Be Unbroken? (en) (chantée par Lady Gaga et d'autres acteurs)[29]
- I've Got the World On A String (chantée par Brendan Gleeson)[29]
- Get Happy (chantée par Lady Gaga, Joaquin Phoenix et d'autres acteurs)[29]
- That's Entertainment! de Jack Buchanan, Fred Astaire, Nanette Fabray et Oscar Levant (extrait du film Tous en scène)[29]
- Fly Me To The Moon de Bart Howard (version instrumentale jouée à la trompette)[29]
- Gonna Build a Mountain de Leslie Bricusse et Anthony Newley (version instrumentale jouée à la trompette)[29]
- Dancing In The Moonlight de King Harvest (en)[29]
- My Life de Billy Joel[29]
- We Three (My Echo, My Shadow and Me) (en) (sifflée et chantée par Brendan Gleeson)[29]
- t's Magic (en) de Tony Bennett[29]

## Sortie

### Accueil critique
Sur le site d'agrégation de critiques Rotten Tomatoes, le film obtient 32% d'avis favorables pour 354 critiques. Sur le site Metacritic, qui utilise une moyenne pondérée, le film obtient la note de 45⁄100 pour 61 critiques. En France, le site Allociné donne une moyenne de 2,8⁄5, d'après l'interprétation de 32 critiques de presse.
Comme pour le premier film, les critiques sont ici très partagées. Les avis sont positifs à propos de la production, des costumes, des séquences musicales et des performances de Joaquin Phoenix et Lady Gaga. La presse est en revanche moins enthousiaste envers plusieurs éléments comme le scénario, la durée, le rythme et la caractérisation des personnages que plusieurs critiques ont jugée sous-développée.

### Box-office
| Pays ou région        | Box-office        | Date d'arrêt du box-office | Nombre de semaines |
| --------------------- | ----------------- | -------------------------- | ------------------ |
| États-Unis Canada     | 58 300 287 $      | 19 novembre 2024           | 7                  |
| France                | 1 042 735 entrées | 19 novembre 2024           | 7                  |
| Total hors États-Unis | 149 200 000 $     | 19 novembre 2024           | 7                  |
| Total mondial         | 207 500 287 $     | 19 novembre 2024           | 7                  |

Fortement attendu après le succès mondial, critique comme populaire, de Joker en 2019, Folie à deux est rapidement considéré comme un échec commercial, voyant sa fréquentation chuter de plus de 80 % dès la deuxième semaine aux États-Unis. Alourdi par un budget de 200 millions de dollars, contre près de 55 pour le premier film, ainsi que des dépenses marketing avoisinant 100 millions, les analystes estiment que le long métrage va engendrer à terme une perte de 150 à 200 millions de dollars pour Warner Bros.. Il est noté en parallèle que Terrifier 3, un film d'horreur produit pour 2 millions de dollars et exploité à la même période dans moins de salles, réussit à prendre la première place du box-office américain. Warner précipite également la sortie du film en VOD dès le 29 octobre, moins de quatre semaines donc après le début de l'exploitation au cinéma.

## Distinctions
Sauf indication contraire, les informations mentionnées dans cette section peuvent être confirmées par la base de données cinématographiques IMDb,  présente dans la section « Liens externes ».

### Récompenses
- Mostra de Venise 2024 : meilleure bande originale pour Hildur Guðnadóttir[42]

### Sélection
- Mostra de Venise 2024 : en compétition officielle[43]